# Rafa Martins
Rafaella Carmo Martins (Santa Luzia, 17 de julho de 1999), mais conhecida como Rafa Martins, é uma futebolista brasileira que atua como zagueira ou lateral-esquerda. Atualmente, defende o Santos FC.

## Carreira
Rafa Martins iniciou sua carreira no São José-SP, em 2015. No clube, onde ficou até 2019, conquistou três títulos do Campeonato Regional e um do Jogos Abertos do Interior.
Em 2014, teve uma convocação para a Seleção Brasileira Sub-17.
Em 31 de janeiro de 2020, ingressou no América Mineiro.
Em janeiro de 2023, após atuar poucas vezes pelo América, Rafa Martins foi anunciado no Minas Brasília.
Em agosto do mesmo ano, se transferiu para o exterior, para atuar no time macedônio ŽFK Ljuboten.
Em 31 de julho de 2024, Rafa Martins retornou ao seu país de origem e assinou com o Santos até o final do ano. Em 30 de novembro, ela concordou com um novo contrato de dois anos.

## Títulos
Ljuboten
- Campeonato de Futebol Feminino da Macedônia: 2023–24

Santos
- Copa Paulista: 2024[11]